# Leutkircher Heide
De Leutkircher Heide nam juridisch een bijzondere positie in binnen het Heilige Roomse Rijk.
De vrijen op de Leutkircher Heide hadden sinds de veertiende eeuw een bijzondere positie voor een agrarische bevolking: ze waren vrij van lijfeigenschap en grondheerschappij, bezaten een eigen rechtbank, eigen belastingrecht en het stond hun vrij hun dorp te verlaten. Deze vrijheid vloeide voort uit de oorsprong: het was in de zevende of achtste eeuw een nederzetting voor uitgediende Frankische militairen. De in 1240 verworven rijksvrijheid hield geen stand omdat de Heide door het Rijk verpand werd aan de graaf van Bregenz. In 1363 verpandde keizer Karel IV de Heide aan de graaf van Helfenstein en de graven op hun beurt verpandden de Heide van 1382 tot 1396 aan de rijksstad Ulm. Keizer Sigismund voegde de Heide in 1415 wederrechtelijk bij de landvoogdij in Boven- en Neder-Zwaben. Het gerecht van de Leutkircher Heide breidde zijn werking in de vijftiende eeuw over de gehele landvoogdij Boven-Zwaben uit.
In de Reichsdeputationshauptschluss van 25 februari 1803 werd in paragraaf 2 de inlijving bij het keurvorstendom Beieren vastgesteld. Dit gebeurde bij de opsomming van de rijkssteden. Door het grensverdrag van 18 mei 1810 tussen de koninkrijken Beieren en Württemberg kwam het gebied aan Württemberg.
Tot het gebied behoorden de latere gemeenten Gebrazhofen, Herlazhofen en Wuchzenhofen, in totaal 39 dorpen. Afgesplitst van het oorspronkelijke gebied zijn de rijksstad Leutkirch (het oorspronkelijke centrum van de Heide) en Reichenhofen, dat met de heerlijkheid Zeil werd verenigd.